# Youth and Jealousy
Pour plus de détails, voir Fiche technique et Distribution.
Youth and Jealousy est un film muet américain réalisé par Wallace Reid et sorti en 1913.

## Fiche technique
- Titre : Youth and Jealousy
- Réalisation : Wallace Reid
- Scénario : Theodosia Harris
- Photographie :
- Montage :
- Producteur :
- Société de production : American Film Manufacturing Company
- Société de distribution : Mutual Film
- Pays d'origine :  États-Unis
- Langue : film muet avec les intertitres en anglais
- Format : Noir et blanc — 35 mm — 1,33:1 — Muet
- Genre : Western
- Durée : 10 minutes
- Dates de sortie : 
  -  États-Unis : 10 mai 1913

## Distribution
- Wallace Reid : Ben
- Vivian Rich : Margaret
- George Field : Bill Higgins
- Eugene Pallette :